# 海輝道海濱花園

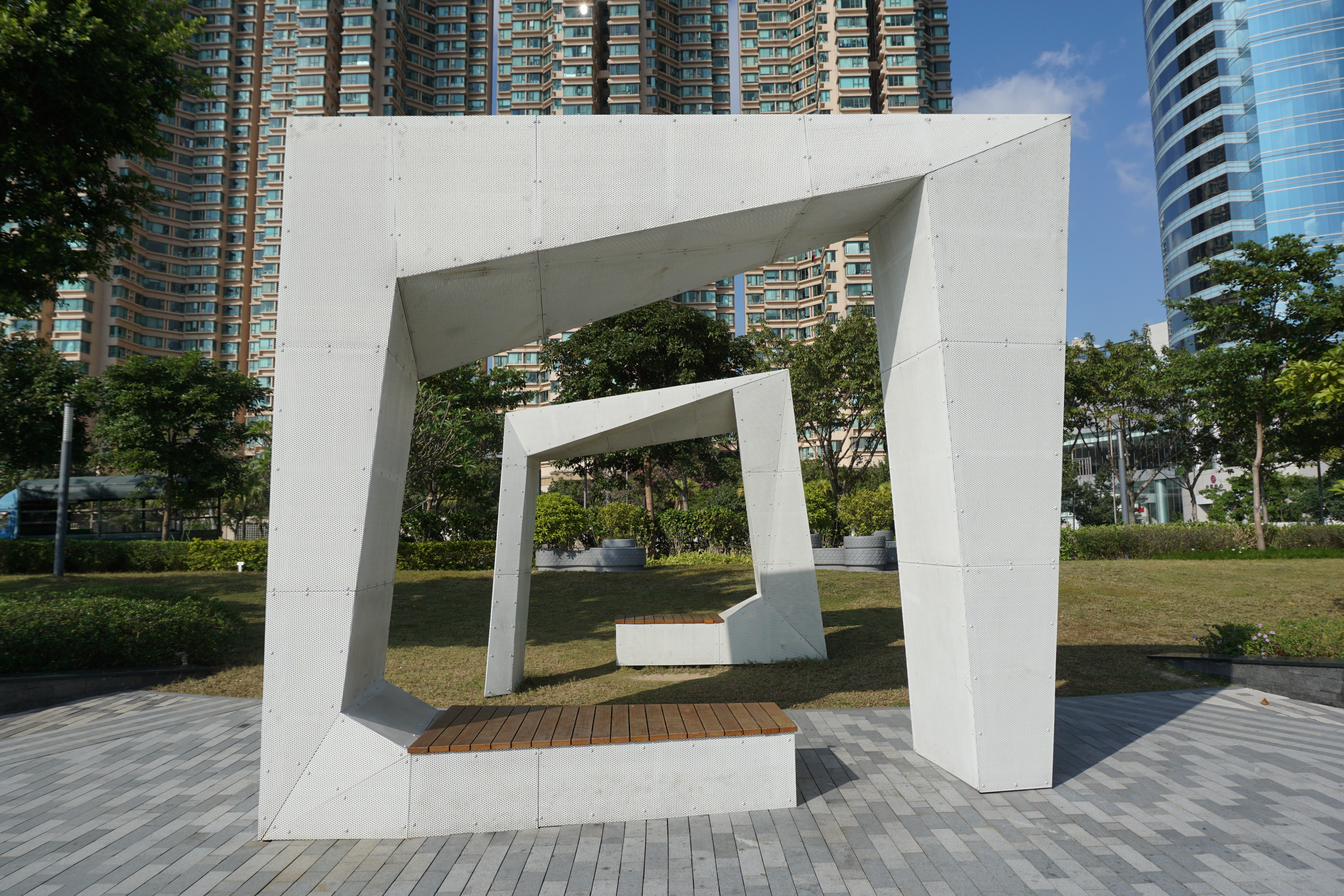
海輝道海濱花園座椅

海輝道海濱花園（英語：Hoi Fai Road Promenade）位於香港九龍大角咀西九龍填海區海旁，於2014年12月啟用，由建築署設計，康樂及文化事務署擁有及管理。

## 設計
海濱花園面積約4,000平方米，設施以白色為主。休憩座椅採用美術畫框設計，也有呈不規則形狀。花園內設有大片草地、特色座椅、避雨亭和小食亭。

## 鄰近
- 維港灣
- 奧海城一期
- 一號銀海
- 瓏璽
- 浪澄灣
- 海輝道公園